# Sabella zonalis
Sabella zonalis är en ringmaskart som beskrevs av William Stimpson 1854. Sabella zonalis ingår i släktet Sabella och familjen Sabellidae. Inga underarter finns listade i Catalogue of Life.